# Повстання 2 травня 1808 в Мадриді (картина)
«Повстання 2 травня 1808 в Мадриді» (ісп. El dos de mayo de 1808 en Madrid) — картина іспанського художника Франсіско-Хосе де Гойя, написана разом з картиною «Третє травня 1808 в Мадриді» навесні-влітку 1814 до приїзду короля Фердинанда VII. Обидва твори були, швидше за все, замовлені Верховною радою Реґентства, надавали Гойя фінансову допомогу.

## Опис
На картині художник зобразив епізод, що трапився вранці 2 травня 1808, коли іспанські патріоти напали на мамлюків Імператорської гвардії Наполеона та драгунів, які виводили з королівського палацу наймолодшого інфанта Франсіско де Паула. Композиція, в якій відсутній єдиний центр, передає енергію натовпу та напруженість бою, а колірна палітра підкреслює жорстокість подій.

## Під час громадянської війни
При бомбардуванні Мадриду під час Громадянської війни в Іспанії республіканський уряд вирішив евакуювати фонди Прадо. Вантажівка, що транспортувала твори Гойї, потрапила в аварію та «Повстання 2 травня 1808 в Мадриді» було сильно пошкоджено. На картині залишилися порізи, а деякі частини полотна були загублені. Після реставрації частина ушкоджень біля лівого краю залишена невиправленою, щоб служити нагадуванням глядачам про громадянську війну. Лише під час повторної реставрації в 2008 картина повністю відновлена.